# Schorre

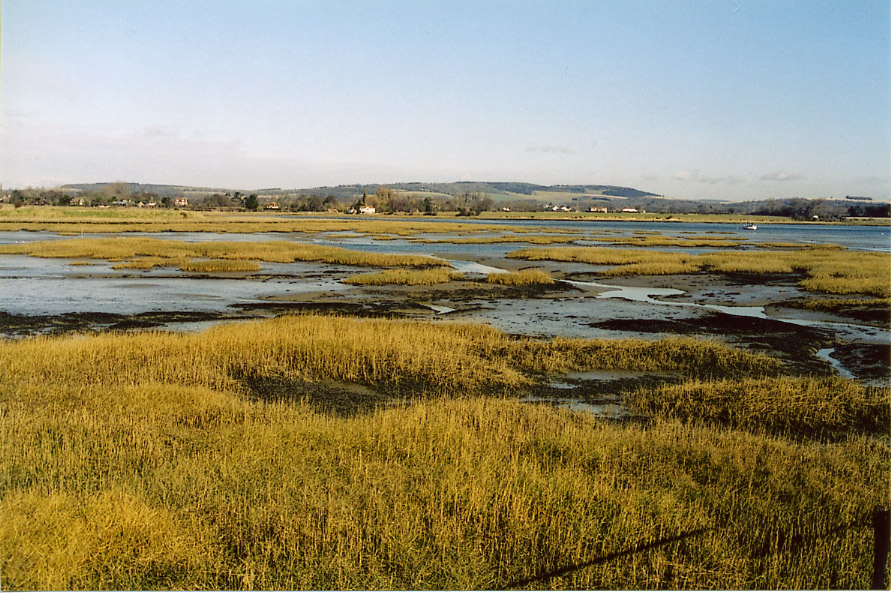
Schorre près de Chichester en Angleterre.

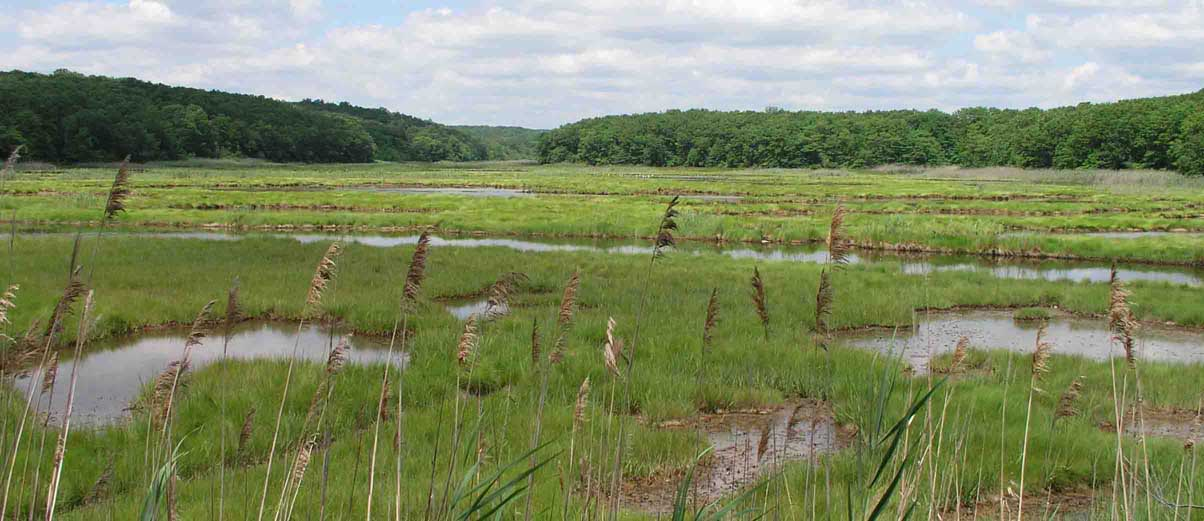
Schorre dans le Connecticut.

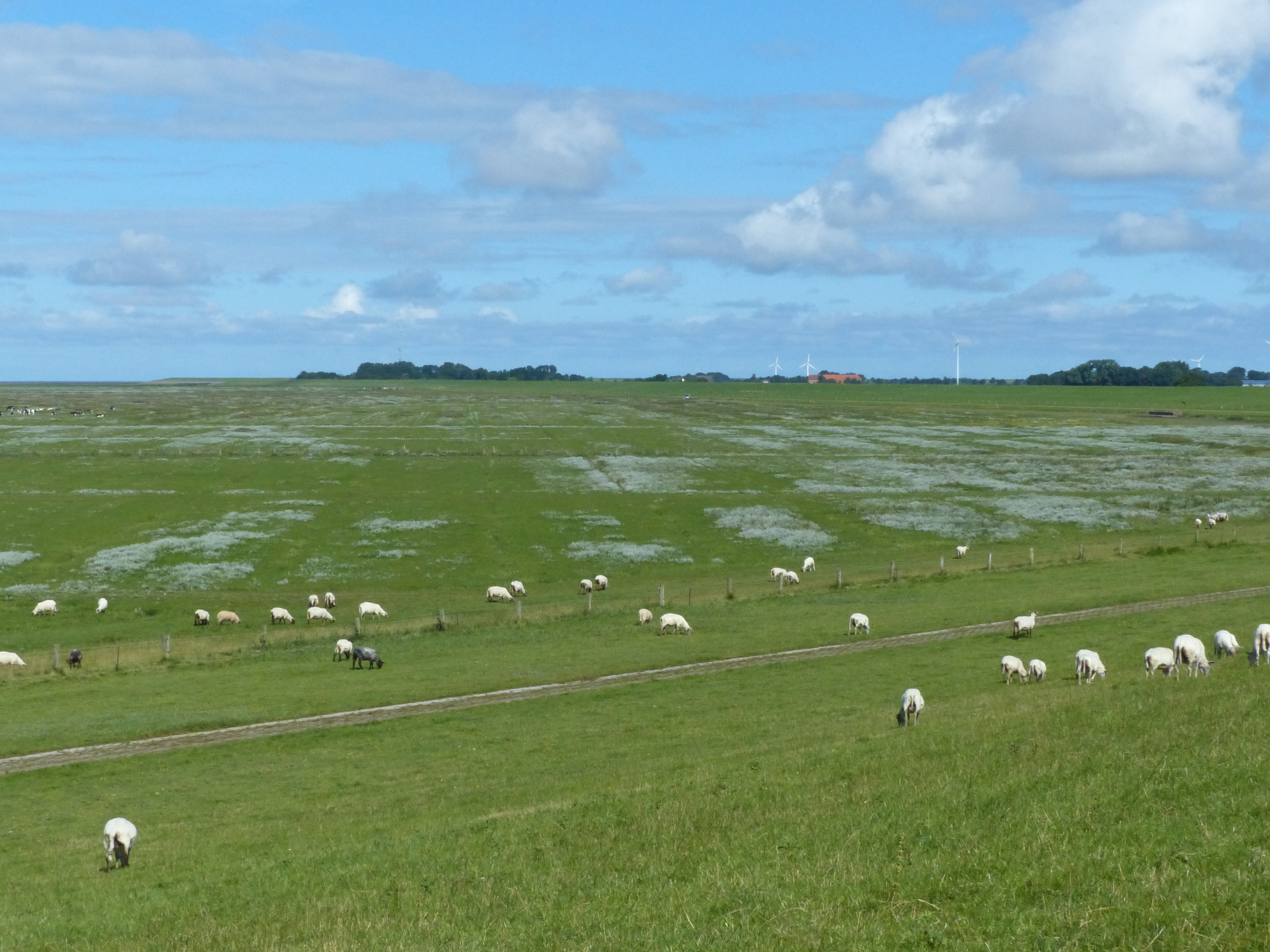
Prés salés Buscher Heller, le long de la rive orientale du golfe de Ley.

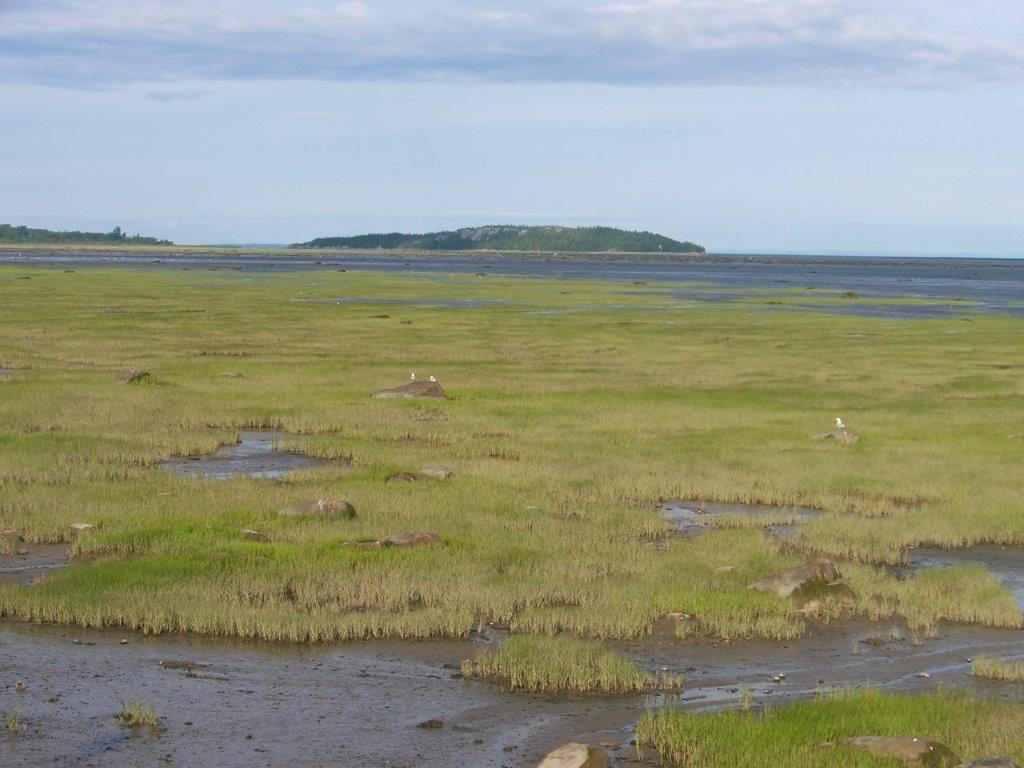
Schorre à Rimouski (Québec, Canada).

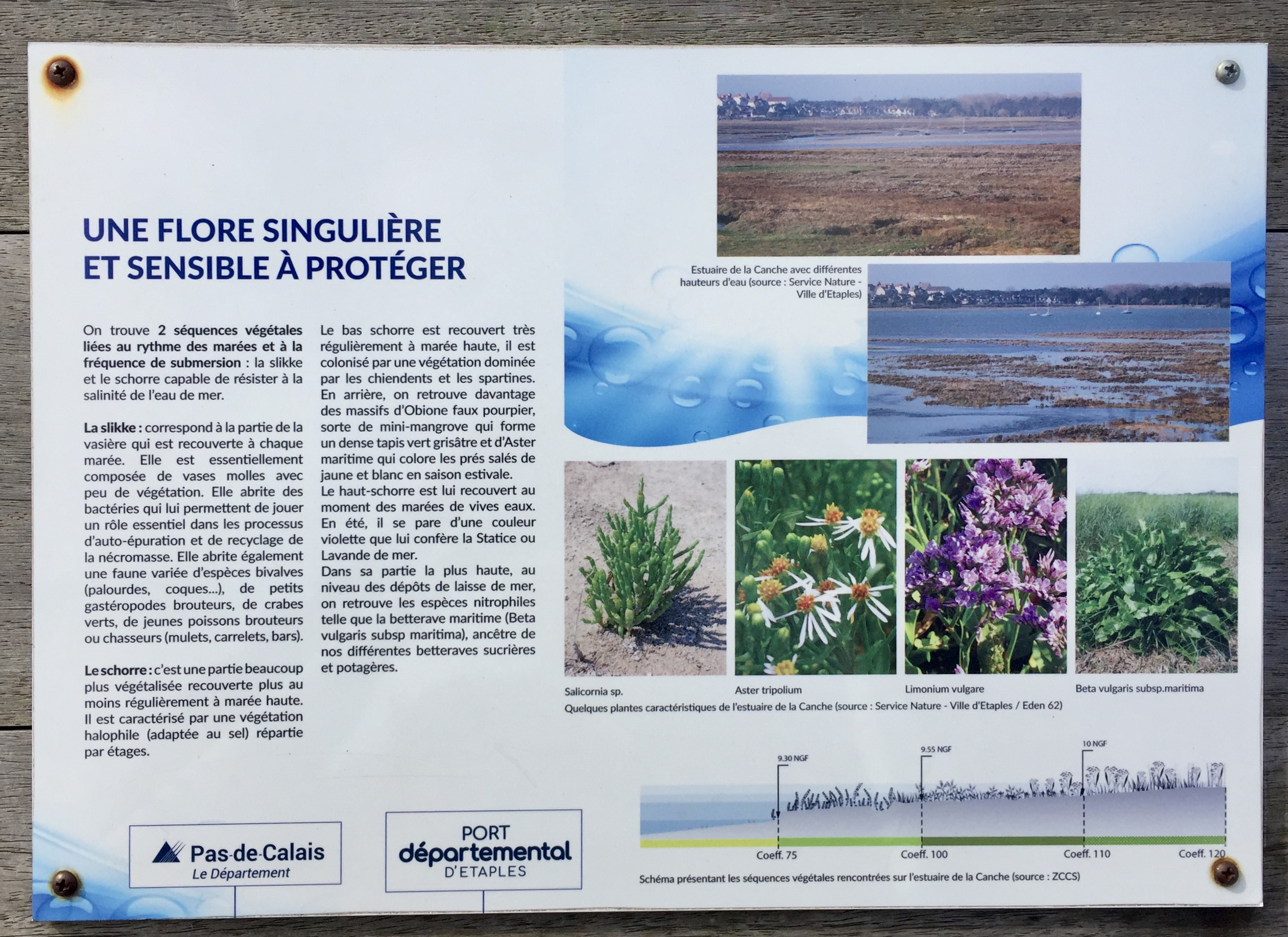
Panneau en baie de Canche à Étaples, expliquant le schorre et la slikke.

Un schorre ou  pré-salé ou sansouire, est une étendue naturelle plane à végétation basse située à proximité du bord de mer, inondée par les eaux salées uniquement lors des hautes eaux. Il forme la frange haute des marais maritimes, dans la partie de l'estran qui relie le haut de l'étage médiolittoral au bas de l'étage supralittoral. Les schorres se développent en amont de la zone de vasière littorale qui reste généralement nue en région tempérée (la slikke) ou qui est colonisée par des palétuviers en région tropicale (la mangrove). Les schorres sont au contact des slikkes dont ils sont séparés par un talus ou, lorsque le grain sédimentaire est moins fin et le site moins abrité, par une microfalaise. Selon les secteurs, ils peuvent régresser par érosion latérale, ou progresser (selon deux modes : extension par vagues rétrogressives ou extension progressive simple).
Le schorre est caractérisé par une prairie de végétation halophile répartie en étages. En zone tropicale certaines parties du schorre sont nues car saturées de sel : ce sont les tannes.
Le mot « schorre » est emprunté au néerlandais schor : « terrain d'alluvions ». Selon les régions, diverses appellations françaises ou dialectales sont usitées : au bord de la Manche, ce sont les herbus, les prés salés ou plus précisément les palues (terme breton), mizottes (terme poitevin), mollières (terme picard) au nord (baies de Somme, d'Authie et de Canche) ; au bord de la mer Méditerranée, ce sont en Basse-Provence, notamment en Camargue, des sansouïres (mot emprunté au provençal), et dans le Bas-Languedoc, des enganes (terme languedocien).
Les herbus de la baie du Mont-Saint-Michel sont les plus grands d'Europe d'un seul tenant (4 000 hectares).
En Amérique du nord, les Acadiens ont développé un système de culture sur schorre derrière des digues appelées aboiteau.

## Cortège floristique

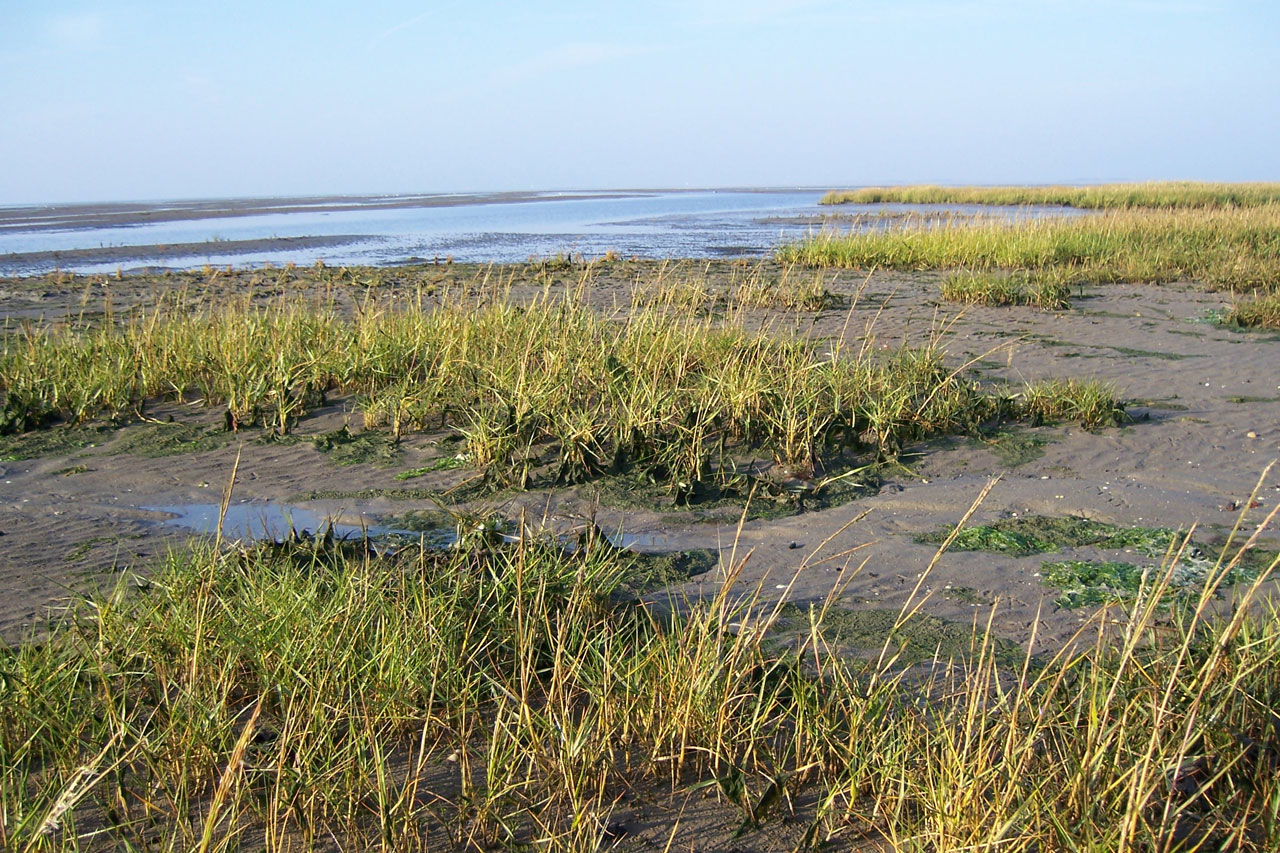
Limite entre le slikke et le schorre, dans l'île de Spiekeroog en Allemagne.

Le schorre est immergé seulement lors des pleines mers de vives eaux et se développe aux dépens de la slikke par un exhaussement progressif et une progression de la végétation. Selon le degré de submersion, la végétation peut s'étager sur 3 niveaux : le bas, le moyen et le haut schorre. Le cortège floristique est composé d'une flore typique adaptée à une immersion intermittente et à un milieu saumâtre. Le schorre recèle des communautés végétales variées, composées essentiellement d'espèces halophiles (tolérantes à la salinité). 
En Europe, le bas schorre, qui est recouvert à chaque marée, excepté en morte-eau, est colonisé par des plantes, telles que la soude maritime, la glycérie maritime et l'aster maritime. Le moyen schorre présente une végétation d'aspect buissonneux due à l'obione (Halimione portulacoides). Le haut schorre peut comporter des salicornes (Salicornia sp.), des spartines (Spartina), du plantain maritime, du chiendent des vases salées, du troscart maritime, de l'atropis, des lavandes de mer (Limonium) ou de l'armoise (Artemisia vulgaris).
Pour résister à l'effet de sape des vagues, les plantes des pré salés développent un système racinaire important, si bien que « la biomasse végétale aérienne ne représente que 10 % (pour une biomasse racinaire de 90 %) alors qu'elle est supérieur à 90 % dans un marais naturel. ».

## Cortège faunique

### Arthropodes
L'épifaune du schorre comprend divers insectes, notamment des carabes et des homoptères, et des puces de mer du genre Orchestia. Parmi les abeilles, la  Collète des prés salés est synchronisée avec la floraison automnale de l'Aster maritime. Parmi les araignées, la diurne Pardosa purbeckensis et la nocturne Arctosa fulvolineata sont deux espèces dominantes de ce milieu.

### Poissons
Certaines de ces espèces ne sont présentes dans le marais salé qu'au stade d'alevin exclusivement. C'est le cas des Clupeidae, (harengs, sardines), de la sole, du lançon (équille), du lieu jaune, de l'anguille, du prêtre et du barbu. Pour ces espèces, seuls les jeunes de l'année sont présents. D'autres espèces colonisent le marais salé et ses chenaux lors de leurs premières années mais aussi à un stade adulte. C'est en particulier le cas des mulets, des bars ou desces sont dites « résidentes » comme les gobies des sables, l'épinoche ou le chabot buffle, qui colonisent le marais tout au long de leur cycle biologique.

### Avifaune
L'avifaune typique comprend les espèces Barge rousse, Bécasseau variable, Bernache cravant, Grand gravelot, Pluvier argenté, Spatule blanche.
Malgré la venue régulière de la mer, plusieurs espèces sont capables de nicher dans le schorre entre deux grandes marées . En baie de Saint-Brieuc sept espèces ont été ainsi inventoriées dont l'Alouette des champs, la Bergeronnette des ruisseaux, la Bergeronnette flavéole, la bergeronnette printanière, la linotte mélodieuse, et le pipit farlouse...

## Importance écologique
Les marais salés, « écotones intertidaux » entre des écosystèmes terrestres et marins, constituent l'un des habitats naturels les plus limités de la planète, couvrant au total une surface inférieure à 0,01 % de la surface du globe. Ils présentent une répartition linéaire et fragmentée le long des côtes européennes. Ces caractéristiques, associées au déclin dramatique de leur surface depuis plusieurs années en Europe, confèrent de fait à ces écosystèmes un fort intérêt en matière de conservation de la nature, intérêt conforté par leurs caractéristiques structurales et fonctionnelles. Cependant la biodiversité végétale y est relativement faible, dû à la nécessité pour les plantes de s'adapter à l'eau saumâtre, et à l'intermittence des marées qui induisent des changements de salinité souvent prononcés.

## Distribution

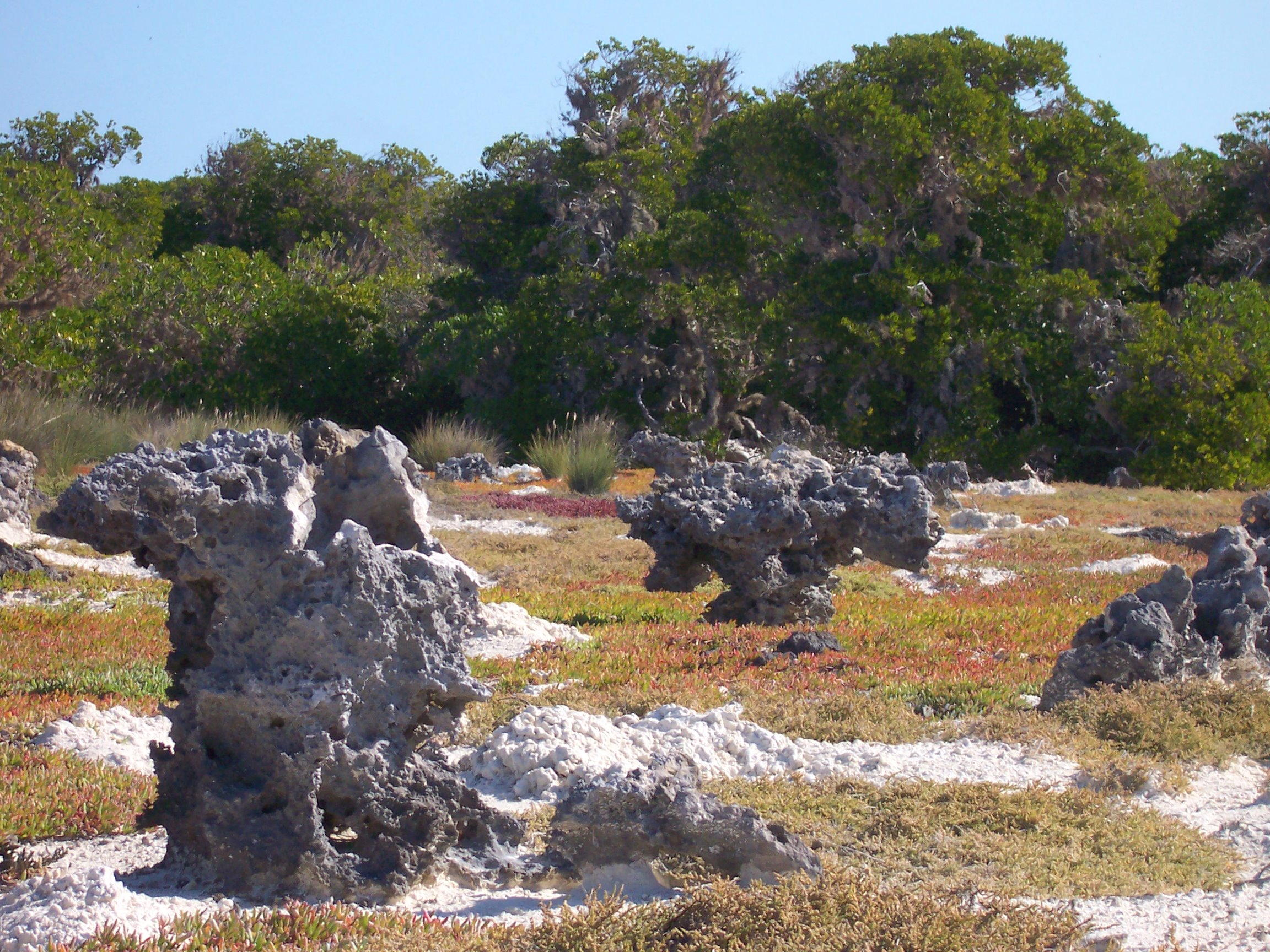
En zone tropicale, le schorre apparaît en arrière de la mangrove

Les schorres se retrouvent le plus souvent  dans les régions tempérées. Ils couvrent généralement des espaces protégés du vent et de la force des vagues, à très faible altitude et à forte sédimentation, tels que les estuaires, les deltas, les côtes protégés par des barrières rocheuses ou dunaires, ou encore dans les baies. On retrouve ainsi ce type de milieu en Camargue, dans le delta de l'Èbre, dans celui du Mississippi, en Nouvelle-Zélande, dans une large partie de la côte Est des États-Unis, dans les îles de la Frise, dans l'Estuaire du Saint-Laurent, etc.
Dans les régions tropicales et subtropicales, ils sont généralement remplacés par les mangroves sur une grande partie du littoral ; mais les schorres sont alors encore souvent présents en arrière de la mangrove.
On trouve parfois aussi de rares prés salés en altitude, comme celui du Plan de Phazy en France.

## Action de l'homme

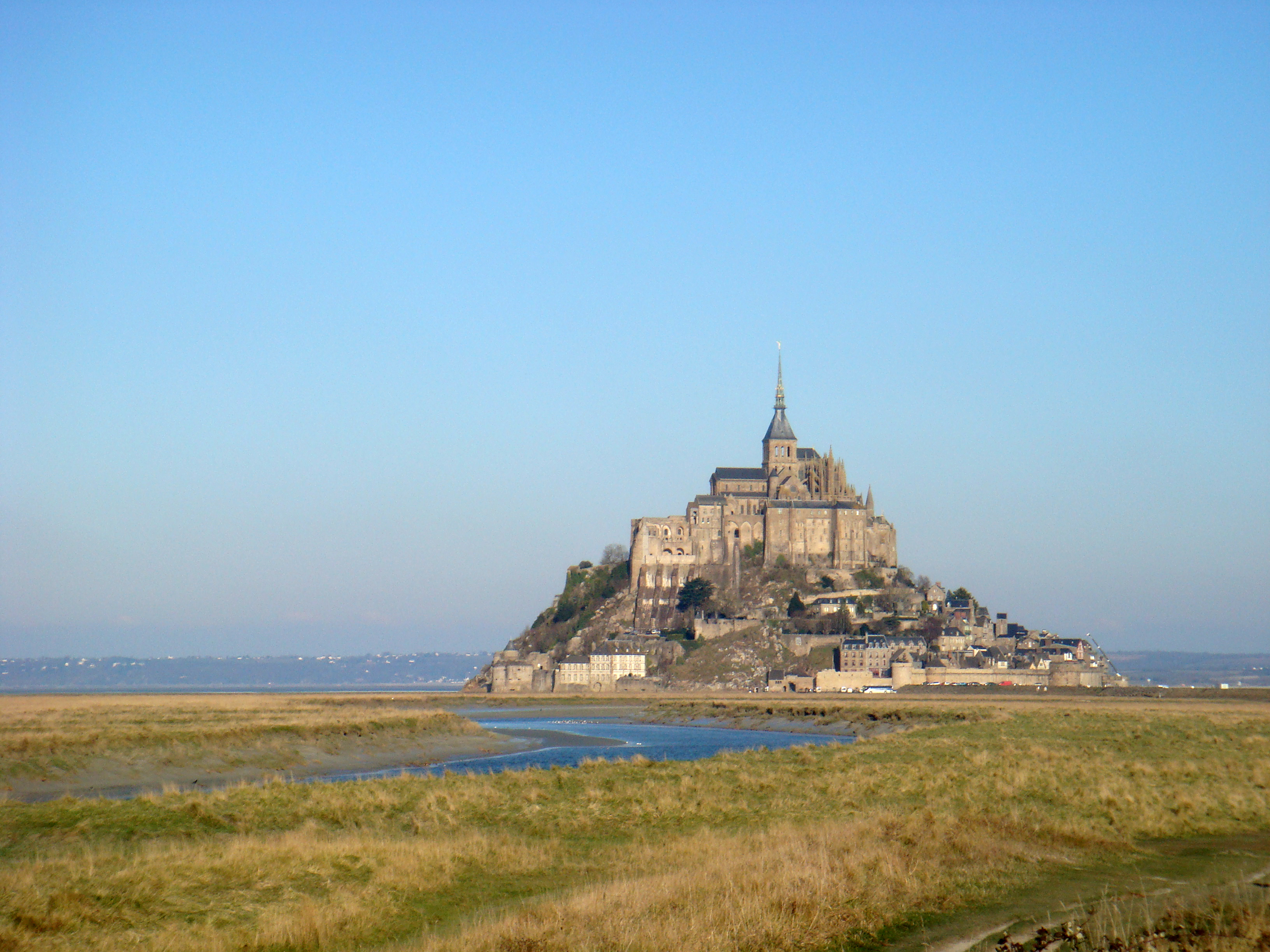
Les schorres du Mont-Saint-Michel sont les plus étendus d'Europe et servent de pâturages aux agneaux de pré-salé

Depuis longtemps, les schorres sont utilisés comme pâturage pour les ovins et les bovins, mais la transformation des schorres en terres cultivées, via la construction de digues, a été une pratique courante. Ces changements ont produit d'importantes transformations du milieu, avec des variations de salinité, de sédimentation, d'accès à l'eau et surtout de biodiversité. L'exemple le plus frappant est actuellement certainement en Camargue, où, un débat sur l'importance du maintien des digues est toujours en cours.